# インタラクティブシェル
インタラクティブシェルとは、スクリプト言語を対話的（インタラクティブ）に使用するために使われるキャラクタベースのシェル。
インタプリタの機能や専用の実行ファイルとして提供される。
各種のUNIXシェルやコマンドプロンプトが対話的処理の自動化を目的としてシェルスクリプトやバッチファイルの実行機能を持つのに対し、インタラクティブシェルは言語のもつ高度な機能を対話的に使用することを目的としている。

## 主要なインタラクティブシェルの例
- Interactive Ruby (IRB)

Ruby言語処理系のインタラクティブシェル
- Python

pythonコマンドに引数を付けずに起動するとインタラクティブシェルが起動する
- IPython

標準のPythonパッケージよりも強化されたインタラクティブシェル
- IronPython

Pythonの.NET Frameworkによる実装、対話的に同フレームワークのクラスライブラリを使用することができる。
- Windows PowerShell

マイクロソフトがWindows Script Hostの後継として開発したスクリプト言語。
対話的に.NET Frameworkの機能を使用することができ、C#を簡易化したような文法を持っている。